# Bandera de Ribera d'Urgellet
La bandera oficial de Ribera d'Urgellet (Alt Urgell) té la següent descripció:
| « | Bandera truncada dividida horitzontalment en dues parts iguals, la superior de color verd i la inferior escacada de 12 peces, la primera i superior groga i la segona negra, tot seguint alternativament la sèrie. Damunt la línia de separació de les dues meitats una faixa ondada de 3 ones, d'amplada d'1/6 de l'altura del drap, de color blanc. | » |

És una bandera heràldica pura, amb els mateixos símbols i la mateixa distribució que l'escut. El verd simbolitza els boscos i els prats del municipi. L'escacat d'Urgell és per l'antiga pertinença a aquest comtat, i la faixa recorda el nom del poble: la Ribera.
Està relacionada per l'escacat d'Urgell amb els símbols comarcals de l'Urgell, la Noguera, el Pla d'Urgell, i els municipis de Linyola i Olius, entre d'altres.
Va ser aprovada el 13 de març de 1991.